# Пустошкинський район
Пусто́шкинський райо́н (рос. Пустошкинский район) — муніципальне утворення у складі Псковської області, Російська Федерація.
Адміністративний центр — місто Пустошка. До складу району входить 6 муніципальних утворень.